# Faetusa
Faetusa (en grec antic Φαέθουσα "radiant") va ser, segons la mitologia grega, una de les helíades, una filla d'Hèlios, el Sol, i de la nimfa Neera.
Segons explica l'Odissea, Odisseu va arribar a l'illa de Trinàcia (identificada amb Sicília), on ella i la seva germana Lampècia guardaven els ramats consagrats al seu pare, el Sol. Els homes d'Odisseu, contravenint les seves ordres, va matar algunes de les vaques del ramat i se les van menjar. Lampècia va anar a avisar el seu pare, que va demanar a Zeus que castigués els imprudents que havien mort el seu ramat. Zeus va enviar un llamp juntament amb trons, i una tempesta que va fer naufragar la nau amb la que marxaven de l'illa. Només se salvà Odisseu agafat al pal major flotant damunt del mar.
Per altra banda, Ovidi, a Les metamorfosis, explica que Faetusa era la germana més gran de Faetont. Quan aquest va morir, ella i les seves germanes, les helíades, van plorar el mort. De les seves llàgrimes en va néixer l'ambre, i elles van ser convertides en salzes.